# As Time Goes By (piosenka)

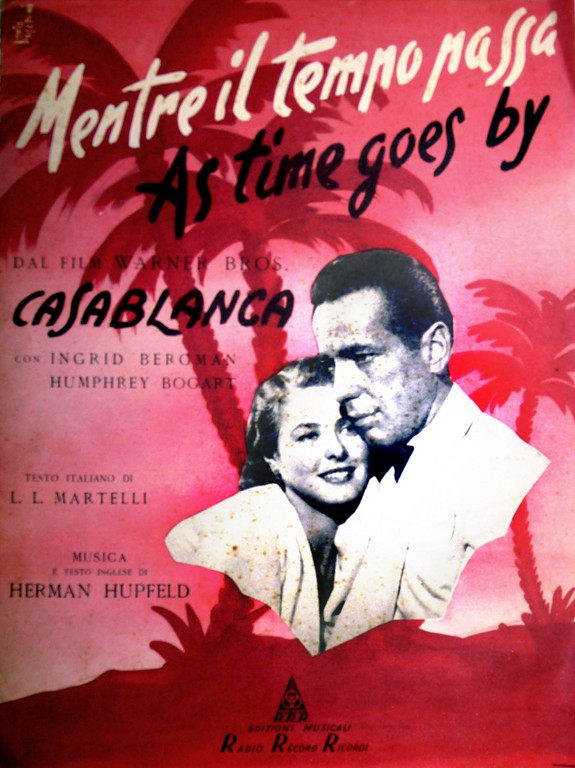
Plakat z Ingrid Bergman i Humphreyem Bogartem z filmu Casablanca (1942)

As Time Goes By – piosenka, której słowa i melodia zostały napisane przez Hermana Haupfelda w 1931 r. na potrzeby wystawianego na Broadwayu musicalu Everybody's Welcome. Jednocześnie utwór zdobył swoją największą sławę w 1942 r. po premierze filmu Casablanca, gdy został wykonany przez postać Sama (Dooley Wilson). Utwór uplasował się na drugim miejscu na liście 100 najlepszych piosenek filmowych ogłoszonych przez Amerykański Instytut Filmowy; był motywem przewodnim brytyjskiego serialu As Time Goes By.

## Historia
Utwór „As Time Goes By” został przygotowany przez Hermana Hauptfelda na potrzeby wystawianego na Broadwayu musicalu Everybody’s Welcome, gdzie w pierwszym akcie był wykonywany przez Frances Williams, grającą postać Polly Bascom. Musical odegrano 127 razy, po czym został wycofany z afiszów (niektóre źródła jednak wskazują na 139 spektakli), natomiast Herman Hauptfeld skoncentrował się na kolejnych produkcjach. Tym samym, mimo że w tym okresie wielu artystów wykonało swoje adaptacje „As Time Goes By” (m.in. Binnie Hale, Rudy Vallée), jego popularność znacząco spadła.
"As Time Goes By” miał szansę odzyskać swoją popularność dopiero w 1938 r. za sprawą podróży amerykańskiego pisarza i reżysera Murraya Burnetta do Europy.
W 1938 r. Burnett wyruszył ze swoją żoną Frances do znajdującego się wówczas pod niemiecką okupacją Wiednia, aby pomóc swoim krewnym żydowskiego pochodzenia wywieźć z kraju kosztowności. W drodze powrotnej mieli się zatrzymać w nadmorskim miasteczku na południu Francji, gdzie odwiedzili klub nocny La Belle Aurore. Tam mieli ujrzeć ciemnoskórego pianistę grającego „As Time Goes By” dla obecnych w klubie Niemców, Francuzów oraz uchodźców. Burnett znał „As Time Goes By” już wcześniej, bowiem miał to być jego ulubiony utwór z czasów studenckich na Uniwersytecie Cornella. Te wydarzenia zainspirowały Burnetta do napisania sztuki Everybody Comes to Rick’s, w której „As Time Goes By” pełniło rolę głównego motywu muzycznego. Scenariusz sztuki został kupiony przez wytwórnię Warner Bros za kwotę 20 000 dolarów i finalnie zaadaptowany dla filmu Casablanca.
Utwór „As Time Goes By” pozostał w scenariuszu Casablanki, niemniej odpowiedzialny za muzykę Max Steiner (twórca m.in. muzyki do Przeminęło z wiatrem oraz King Kong) chciał zastąpić go swoją własną kompozycją. Musiał jednak odstąpić od tego zamiaru, bowiem Ingrid Bergman, grająca rolę Ilsy Lund Laszlo, ścięła włosy na potrzeby kolejnej roli (Marii w Komu bije dzwon). W efekcie odtworzenie scen z nowym podkładem muzycznym autorstwa Steinera okazało się niemożliwe i pozostano przy utworze Hermana Hauptfelda. Zaprezentowana w filmie piosenka jest jednak tylko fragmentem kompletnego utworu, bowiem pomija trzy pierwsze zwrotki oryginalnego tekstu.
Melodia „As Time Goes By” przewija się w trakcie filmu, stając się jego leitmotivem. Utwór nabiera głębokiego i melancholijnego znaczenia, gdy spotyka się bieżącą narracją filmu oraz rozterkami jego głównych bohaterów. Jest to wyraźnie widoczne w scenach, gdy Ilsa, spotykając Sama w Café Américain, zwraca się do niego o zagranie utworu „przez wzgląd na stare czasy” lub gdy później o to samo prosi Ricka (Humphrey Bogart), wspominając swoje szczęśliwe chwile w Paryżu.
Pierwotna wersja utworu w formie zagranej i zaśpiewanej przez Sama w Casablance została nagrana w tonacji Des-dur, niemniej była także często odgrywana w C-dur lub B-dur – jak w wersji Franka Sinatry. Korzystano także z tonacji A-dur oraz Es-dur. Odgrywający rolę Sama Dooley Wilson nie miał możliwości przygotowania własnej wersji utworu ze względu na trwający w Stanach Zjednoczonych w latach 1942–1944 strajk muzyków. Tym samym w 1942 r. popularność odzyskała nagrana w 1931 r. wersja utworu w wykonaniu Rudy'ego Vallée.
W kolejnych latach utwór „As Time Goes By” cieszył się zdecydowanie większą popularnością niż w okresie 1931–1942 i doczekał się wielu kolejnych adaptacji muzyków takich jak: Chet Baker, Bill Evans, Eddie Higgins, Ella Fitzgerald, Louis Armstrong, Ray Coniff, Rod Stewart czy Bing Crosby (na albumie Feels Good, Feels Right).